# Corçà (Àger)

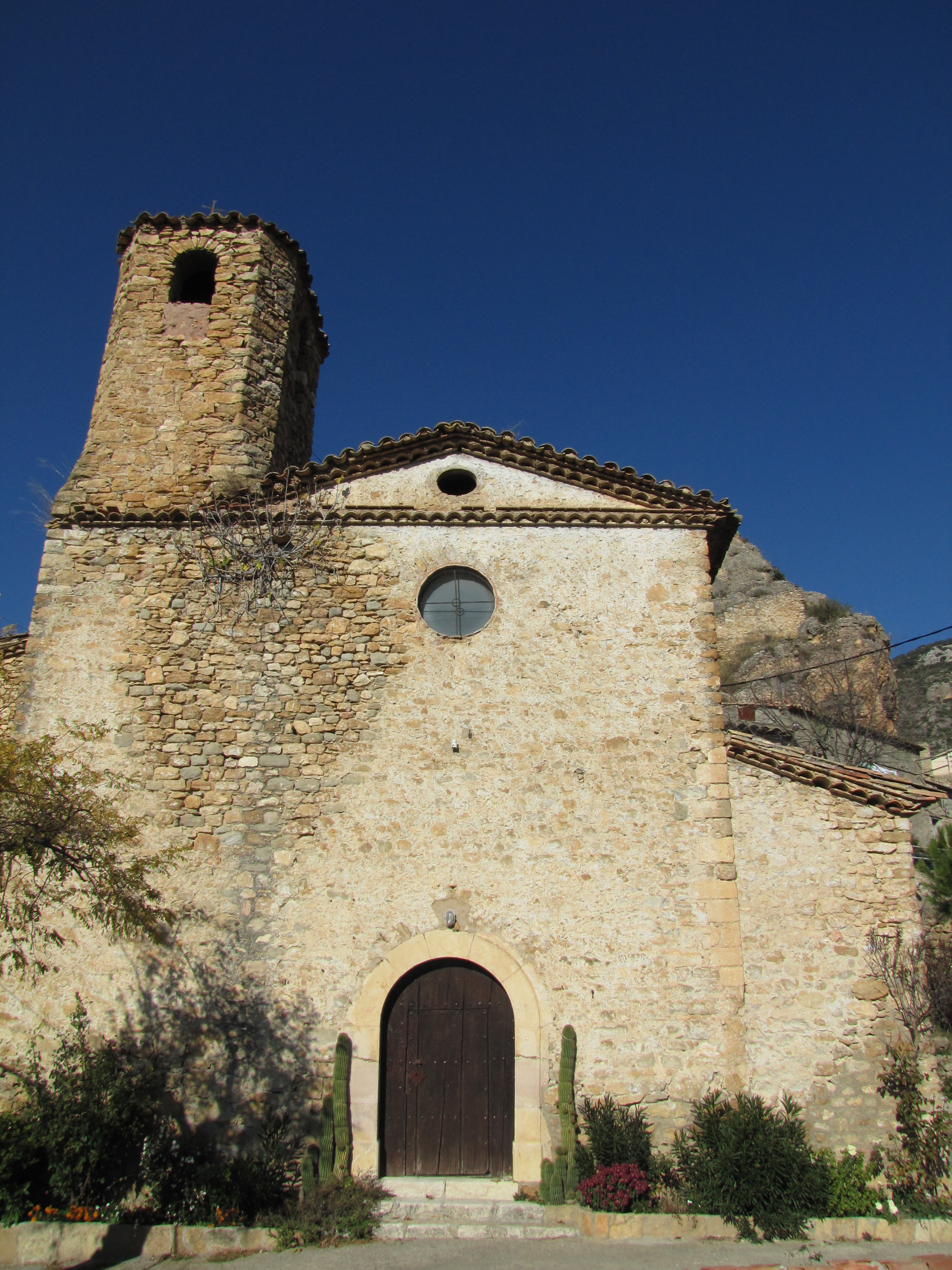
Nostra Senyora del Rosari de Corçà

Corçà és un poble que pertany al municipi d'Àger. L'any 2018 tenia 32 habitants. Està connectat a Agulló i amb Àger per una pista asfaltada. Situat molt a prop de l'embassament de Canelles, a la Noguera Ribagorçana, i del congost de Mont-rebei, en destaca l'ermita romànica de la Mare de Déu de la Pertusa, del segle xi.
Abans de la construcció de l'embassament, l'any 1959, hi havia un jaciment lignític que avui roman sota les aigües.